# Axel D. Schwope
Axel Dietrich Schwope (* 14. Januar 1959 in Berlin) ist ein deutscher Astrophysiker und Hochschullehrer.

## Leben
Schwope studierte Physik an der Technischen Universität Berlin. Er promovierte dort 1991 mit einer Arbeit zum Thema Akkretion in AM-Herculis-Sternen und habilitierte sich ebenda. Gutachter seiner Dissertation waren Klaus Beuermann und Erwin Sedlmayr.  Im Jahr 1992 ging er an das neu gegründete Astrophysikalische Institut Potsdam (mittlerweile umbenannt in Leibniz-Institut für Astrophysik Potsdam (AIP)). Daselbst habilitierte er kumulativ und wurde Privatdozent an der TU Berlin. Am AIP leitet er seit dem Jahr 2000 die Arbeitsgruppe Röntgenastronomie. Er ist Chairman der Steering group des XMM-Newton Survey Science Centre, der Arbeitsgruppe Compact Objects des deutschen eROSITA-Konsortiums und der Arbeitsgruppe Compact Binaries des Sloan Digital Sky Survey SDSS-V. Er ist an der Leitung der Arbeitsgruppe Endpoints of Stellar Evolution für das Röntgengroßobservatorium Advanced Telescope for High Energy Astrophysics (ATHENA) beteiligt. Seit 2018 lehrt er als Privatdozent an der Universität Potsdam.

## Forschung und Lehre
Schwope forscht auf den Gebieten der kompakten Doppelsterne, der Neutronensterne und der großskaligen Durchmusterungen im Röntgen- und optischen Spektralbereich. Er ist Mitantragsteller (Co-Investigator, CoI) des XMM-Newton Survey Science Centre und CoI des Antrages zum Bau von eROSITA an das Deutsche Zentrum für Luft- und Raumfahrt (DLR). Er untersucht des Weiteren aktive Galaxienkerne und Galaxienhaufen. Außerdem arbeitet er über Lichtverschmutzung und Dopplertomographie.
Einige von Schwopes Projekten wurden von der Deutschen Forschungsgemeinschaft (DFG) mit Sachbeihilfen gefördert, darunter
- 1999–2000: Dopplermapping des asynchronen Polars BY Cam
- 1999–2000: Identifikation von alten isolierten Neutronensternen und Magnetismus pur im AM Herculis Stern HS 1023+3900
- 2000–2001: Dopplermapping des Begleitsterns in CVs
- 2002–2003: Resolving the accretion geomety of asynchronous Polars
- 2002–2003: The spin evolution in the asynchronous Polar RX J0524+42
- 2003–2004: XMM/TWIN observations of the eclipsing polar HU Aqr
- 2004–2007: Variabilitätsstudien mit robotischen Teleskopen
- 2005–2012: Studying the Evolution of Cosmic Structure with Distant X-ray selected Clusters of Galaxies
- 2007–2010: Understanding close binary evolution from SDSS/SEGUE binaries
- 2010–2013: Close binary evolution
- 2011–2012: Precise masses and radii from eclipsing WD/MS binaries
- seit 2021: Die Entwicklung von Kataklysmischen Variablen und ihr Beitrag zur Galactic ridge-Röntgenemission
- seit 2021: Das röntgen-leuchtschwache Ende der Population der isolierten Neutronensterne[7]

Schwope hat mehr als 200 Publikationen verfasst. Sein h-Index liegt bei 53 und sein persönlicher Impact Factor bei 10,7.

## Förderung der Amateurastronomie, Zusammenarbeit mit Bernd Thinius
Im Jahr 2000 gewann der Amateurastronom Bernd Thinius bei einem Tag der offenen Tür des Leibniz-Instituts für Astrophysik Potsdam (AIP) eine Nacht am institutseigenen 70-cm-Teleskop. Dort lernte er Schwope kennen, der Thinius bei seinen astronomischen Beobachtungen unterstützte und förderte. Thinius benutzte in der Folgezeit das Fernrohr des AIP, wenn es frei war. Aus dieser Bekanntschaft und der folgenden Zusammenarbeit zwischen Thinius und Schwope gingen einige Veröffentlichungen hervor.
Thinius entdeckte in den Jahren 2008 und 2009 zwei Asteroiden und durfte ihnen als Erstentdecker Namen geben. Es handelt sich um die Asteroiden (278513) Schwope und (264131) Bornim. (278513) Schwope benannte er nach Axel D. Schwope, dem er viele Anregungen verdankte. (264131) Bornim benannte er nach seiner Wohngemeinde Bornim.
2013 hielt Schwope auf der 32. Bochumer Herbsttagung der Amateur-Astronomen den Reiff-Vortrag (Stifter des Preises: Hans Ernst Reiff, Hobby-Astronom, * 9. Juli 1932 in Koblenz, † 7. Dezember 2007).

## Mitgliedschaften
Schwope ist Mitglied der Internationalen Astronomischen Union (IAU). Innerhalb der IAU ist er Mitglied der
- Division D High Energy Phenomena and Fundamental Physics
- Division G Stars and Stellar Physics
- Division J Galaxies and Cosmology
- Commission G1 Binary and Multiple Star Systems.

Bis 2015 war er Mitglied der Commission 27 Variable Stars und bis 2012 Mitglied der Division V Variable Stars.

## Veröffentlichungen (Auswahl)
- D. Muñoz-Giraldo, Beate Stelzer, D. De Martino, Axel D. Schwope: New X-ray detections of magnetic period-bounce cataclysmic variables from XMM-Newton and SRG/eROSITA, 2023, Astronomy and Astrophysics, 676, A7 online
- Axel D. Schwope, Bernd D. Thinius: PTF1J2224+17: A short-period, high-field polar, 2020, Astronomische Nachrichten online
- A. D. Schwope: Exploring the space density of X-ray selected cataclysmic variables , 2018, Astronomy & Astrophysics, Volume 619 online
- Axel D. Schwope, Bernd D. Thinius: On the ephemeris of the eclipsing polar HU Aquarii. II: New eclipse epochs obtained 2014–2018, 2018
- A. D. Schwope, F. Mackebrandt, B. D. Thinius, C. Littlefield, P. Garnavich, Arto Oksanen, T. Granzer: Multi-epoch time-resolved photometry of the eclipsing polar CSS081231:J071126+440405, 2015, Astronomische Nachrichten 336, doi:10.1002/asna.201412151 online
- Axel D. Schwope, Bernd D. Thinius: On the ephemeris of the eclipsing polar HU Aquarii, 2014, Astronomische Nachrichten 335 online
- Axel D. Schwope, Bernd D. Thinius: CSS091109:035759+102943 - a candidate polar, 2012, Astronomische Nachrichten 333 online
- Axel D. Schwope, Valeri Hambaryan, Frank Haberl, Christian Motch: The complex X-ray spectrum of the isolated neutron star RBS1223, 2007, Springer, ISBN 978-1-4020-5997-1
- Axel D. Schwope, Maria S. Catalán, Klaus Beuermann, André Metzner, Robert Connon Smith, Danny Steeghs: Multi-epoch Doppler tomography and polarimetry of QQ Vul , 2000, Monthly Notices of the Royal Astronomical Society, Volume 313 online
- Axel D. Schwope, Robert Schwarz, Andreas Staude, Claus Heerlein, Keith Horne, Danny Steeghs: Tomography of Polars, 1999, Annapolis Workshop on Magnetic Cataclysmic Variables, ASP Conference Series, Volume 157, edited by Coel Hellier and Koji Mukai, 1999 online
- Axel D. Schwope: An EUVE Key Project: Binary Accretion Studies Using the Unique Eclipsing Polar HU Aquarii, 1996, EUVE Proposal ID 95-069
- A. D. Schwope: Accretion and Magnetism - AM Herculis Stars, 1995, Reviews in Modern Astronomy, v. 8 online
- Axel D. Schwope, Stefan Jordan, Klaus Beuermann: Cyclotron and Zeeman Spectroscopy of MR SER in a Low State of Accretion, 1993, Annals of the Israel Physical Society, Volume 10. Bristol: Institute of Physics Pub.; Jerusalem: Israel Physical Society; New York: American Institute of Physics

## Online-Vorträge (Auswahl)
- Novae aller Arten, Neues Leben auf alten Sternen, Axel Schwope auf YouTube, 16. November 2023, abgerufen am 24. November 2023.
- Neue Sternenklasse! Weißer-Zwerg-Pulsar, Dynamo-Modell bestätigt, Axel Schwope auf YouTube, 7. September 2023, abgerufen am 24. November 2023.
- Magnetfelder, Neutronensterne, Röntgenastronomie, Status eROSITA, Axel Schwope auf YouTube, 16. Juni 2023, abgerufen am 24. November 2023.
- Magnetfelder, Neutronensterne, Röntgenastronomie, Status eROSITA, Axel Schwope auf YouTube, 16. Juni 2022, abgerufen am 24. November 2023.
- Nackte Neutronensterne am Röntgenhimmel, neue Beobachtung mit eROSITA, Axel Schwope auf YouTube, 17. März 2022, abgerufen am 24. November 2023.
- Wie analysiert eROSITA Dunkle Energie?, Ist Leben in Galaxienhaufen möglich?, Axel Schwope auf YouTube, 17. Juni 2021, abgerufen am 24. November 2023.
- eROSITA ein Jahr auf den Spuren der Dunklen Energie, Babelsberger Sternennächte, Axel Schwope auf YouTube, 15. Oktober 2020, abgerufen am 24. November 2023.
- eROSITA • Galaxienhaufen, Dunkle Energie & schwarze Löcher, Live im Hörsaal, Axel Schwope auf YouTube, 3. Mai 2019, abgerufen am 24. November 2023.
- Sternenkannibalismus (1/2), Live im Hörsaal, Axel Schwope auf YouTube, 12. Januar 2018, abgerufen am 24. November 2023.
- Sternenkannibalismus (2/2), Live im Hörsaal, Axel Schwope auf YouTube, 14. Januar 2018, abgerufen am 24. November 2023.